# Dulan (Serbia)
Dulan (cyr. Дулан) – wieś w Serbii, w okręgu pczyńskim, w mieście Vranje. W 2011 roku liczyła 58 mieszkańców.